# Чухрієнко Дмитро Павлович
Чухрієнко Дмитро Павлович (8 листопада 1918, Вінниця – 1999) — український лікар-хірург, доктор медичних наук, професор, ректор Дніпропетровської медичної академії у 1953–1959 рр. Заслужений діяч науки. Дійсний член міжнародного наукового товариства хірургів, член правління українського (республіканського) товариства хірургів.

## З біографії
Народився у селянській українській родині 8 листопада 1918 року в селі Красненьке Іллінецького району Вінницької області.
Закінчив середню школу і потім Вінницьку фельдшерську школу, після чого поступив до Вінницького медичного інституту імені Пирогова. Але Друга світова війна завадила навчанню — Дмитро Павлович Чухрієнко 9 липня 1941 року як студент 4 курсу йде на фронт.
Вже 1942-го направлений на продовження навчання до Куйбишевського медінституту, закінчує його з відзнакою в 1943 році і потім знову йде на фронт.
У військах служить як капітан медичної служби, старший лікар 454 стрілецького полку 100-ї Львівської стрілецької дивізії 60-ї армії. Був тяжко поранений.
Вже під час війни розпочинає наукову роботу — друкує свої перші наукові праці у «Військово-медичному журналі» за 1943 і 1944 роки: «Про запобігання ішемічній гангрені після поранення стегнової та підколінної артерії» і «Роль металевої каски в профілактиці вогнестрільних поранень голови».
З листопада 1945 року демобілізований Д. П. Чухрієнко працює асистентом на кафедрі факультетської хірургії Вінницького медінституту, працює над кандидатською дисертацією і в 1949 році в Києві захищає дисертацію на тему: «Емпієма плеври після вогнестрільного ураження».
У 1950 році отримує посаду заступника міністра охорони здоров'я УРСР. З 1953 року працює в Дніпропетровську — ректор медінституту. Водночас не припиняє наукової роботи і у 1955 році в Одеському медінституті захищає докторську дисертацію на тему: «Непрохідність кишечника».
У 1956–1988 рр. очолює кафедру госпітальної хірургії № 2 Дніпропетровського медичного інституту.

## Творчий доробок
Д. П. Чухрієнко — автор понад 300 наукових праць, 20 монографій. Під його керівництвом захищено 18 докторських і 92 кандидатські дисертації.
Член редакційної колегії журналів «Вестник хирургии им. И. И. Грекова» та «Клиническая хирургия». Автор розділу «Абдоминальная хирургия» Великої Медичної Енциклопедії.

## Нагороди і відзнаки
Два ордени Вітчизняної війни ІІ ступеня та два ордени Червоної Зірки, чотири медалі: «За форсування Дніпра», «За участь у визволенні південного заходу України», «За участь у визволенні Львова», «За участь у визволенні Чехословаччини». Грамоти з оголошенням подяки за участь в боях на Орловсько-Курській дузі, за участь в боях при форсуванні Дніпра, Десни, за участь у визволенні Чернігова.